# Tosha Tsang
Tosha Lee Tsang (* 17. Oktober 1970 in Saskatoon) ist eine ehemalige kanadische Ruderin, die 1996 im Achter die olympische Silbermedaille gewann. 
Die 1,75 m große Tosha Tsang vom Montreal Rowing Club trat 1995 bei den Weltmeisterschaften in Tampere mit dem kanadischen Achter an und belegte den sechsten Platz. 1996 saßen bei den Olympischen Spielen in Atlanta Heather McDermid, Tosha Tsang, Maria Maunder, Alison Korn, Emma Robinson, Anna van der Kamp, Jessica Monroe, Theresa Luke und Steuerfrau Lesley Thompson im kanadischen Achter, der im Vorlauf den zweiten Platz hinter den Rumäninnen belegte. Im Hoffnungslauf belegten die Kanadierinnen den zweiten Platz hinter dem Boot aus den Vereinigten Staaten. Im Finale siegten die Rumäninnen mit über vier Sekunden Vorsprung auf die Kanadierinnen, die ihrerseits 0,39 Sekunden Vorsprung auf die drittplatzierten Weißrussinnen hatten.